# 3 000 mètres steeple masculin aux Jeux olympiques d'été de 2008
Pour un article plus général, voir Athlétisme aux Jeux olympiques d'été de 2008.
Navigation
Athènes 2004 Londres 2012
L'épreuve du 3 000 mètres steeple masculin aux Jeux olympiques d'été de 2008 a eu lieu le 16 pour les séries et le 18 août 2008 pour la finale, dans le Stade national de Pékin.
Les limites de qualifications étaient de 8 min 24 s 00 pour la limite A et de 8 min 32 s 00 pour la limite B.

## Records
Avant cette compétition, les records dans cette discipline étaient les suivants :
| Record du monde  | 7 min 53 s 63 | Saif Saaeed Shaheen | Qatar | 3 septembre 2004  | Bruxelles |
| Record olympique | 8 min 05 s 51 | Julius Kariuki      | Kenya | 30 septembre 1988 | Séoul     |

## Médaillés
| Or             | Argent                      | Bronze              |
| Brimin Kipruto | Mahiedine Mekhissi-Benabbad | Kipkemboi Mateelong |

## Résultats

### Finale (18 août)
| Rang | Pays           | Athlète                     | Temps         |
| ---- | -------------- | --------------------------- | ------------- |
| 1    | Kenya          | Brimin Kipruto              | 8 min 10 s 34 |
| 2    | France         | Mahiedine Mekhissi-Benabbad | 8 min 10 s 49 |
| 3    | Kenya          | Richard Mateelong           | 8 min 11 s 01 |
| 4    | Éthiopie       | Yacob Jarso                 | 8 min 13 s 47 |
| 5    | France         | Bouabdellah Tahri           | 8 min 14 s 79 |
| 6    | Australie      | Youcef Abdi                 | 8 min 16 s 37 |
| 7    | Kenya          | Ezekiel Kemboi              | 8 min 16 s 38 |
| 8    | Qatar          | Ali Abubaker Kamal          | 8 min 16 s 59 |
| 9    | Ouganda        | Benjamin Kiplagat           | 8 min 20 s 37 |
| 10   | Suède          | Mustafa Mohamed             | 8 min 20 s 69 |
| 11   | Bahreïn        | Tareq Taher                 | 8 min 21 s 59 |
| 12   | Moldavie       | Ion Luchianov               | 8 min 27 s 82 |
| 13   | États-Unis     | Anthony Famiglietti         | 8 min 31 s 21 |
| 14   | Afrique du Sud | Ruben Ramolefi              | 8 min 34 s 58 |
| 15   | Maroc          | Abdelkader Hachlaf          | 9 min 02 s 06 |

### Qualifications (16 août)
40 athlètes sont inscrits à cette course. Trois séries de qualifications ont été disputées. Les quatre premiers coureurs de chaque série et les trois athlètes avec les meilleurs temps se sont qualifiés pour la finale.
| Rang | Pays     | Athlète              | Temps           |
| ---- | -------- | -------------------- | --------------- |
| 1    | France   | Bouabdellah Tahri    | 8 min 23 s 42 Q |
| 2    | Kenya    | Brimin Kipruto       | 8 min 23 s 53 Q |
| 3    | Maroc    | Abdelkader Hachlaf   | 8 min 23 s 62 Q |
| 4    | Bahreïn  | Tareq Mubarak Taher  | 8 min 23 s 66 Q |
| 5    | Éthiopie | Nahom Mesfin         | 8 min 23 s 82   |
| 6    | Russie   | Ildar Minshin        | 8 min 26 s 85   |
| 7    | Pologne  | Tomasz Szymkowiak    | 8 min 29 s 37   |
| 8    | Algérie  | Rabia Makhloufi      | 8 min 29 s 74   |
| 9    | Japon    | Yoshitaka Iwamizu    | 8 min 29 s 80   |
| 10   | Lettonie | Valerijs Žolnerovics | 8 min 37 s 65   |
| 11   | Portugal | Alberto Paulo        | 8 min 39 s 11   |
| 12   | Espagne  | Rubén Palomeque      | 8 min 58 s 50   |
| -    | Italie   | Matteo Villani       | ab.             |

| Rang | Pays            | Athlète                     | Temps                |
| ---- | --------------- | --------------------------- | -------------------- |
| 1    | Éthiopie        | Yacob Jarso                 | 8 min 16 s 88 Q (PB) |
| 2    | France          | Mahiedine Mekhissi-Benabbad | 8 min 16 s 95 Q (SB) |
| 3    | États-Unis      | Anthony Famiglietti         | 8 min 17 s 34 Q (PB) |
| 4    | Kenya           | Ezekiel Kemboi              | 8 min 17 s 55 Q      |
| 5    | Suède           | Mustafa Mohamed             | 8 min 17 s 80 q      |
| 6    | Australie       | Youcef Abdi                 | 8 min 17 s 97 q (PB) |
| 7    | Moldavie        | Ion Luchianov               | 8 min 18 s 97 q (RN) |
| 8    | Slovénie        | Boštjan Buc                 | 8 min 21 s 24        |
| 9    | Maroc           | Brahim Taleb                | 8 min 23 s 09        |
| 10   | Royaume-Uni     | Andrew Lemoncello           | 8 min 36 s 06        |
| 11   | États-Unis      | William Nelson              | 8 min 36 s 66        |
| 12   | Espagne         | José Luis Blanco            | 8 min 37 s 37        |
| 13   | Arabie saoudite | Ali Ahmed Al-Amri           | 9 min 09 s 73        |
|      | Finlande        | Jukka Keskisalo             | non-partant          |

| Rang | Pays           | Athlète            | Temps                |
| ---- | -------------- | ------------------ | -------------------- |
| 1    | Afrique du Sud | Ruben Ramolefi     | 8 min 19 s 86 Q (PB) |
| 2    | Kenya          | Richard Mateelong  | 8 min 19 s 87 Q      |
| 3    | Ouganda        | Benjamin Kiplagat  | 8 min 20 s 22 Q      |
| 4    | Qatar          | Abubaker Ali Kamal | 8 min 21 s 85 Q      |
| 5    | Espagne        | Eliseo Martín      | 8 min 23 s 19 (SB)   |
| 6    | Maroc          | Hamid Ezzine       | 8 min 27 s 45        |
| 7    | France         | Vincent Zouaoui    | 8 min 27 s 91        |
| 8    | Éthiopie       | Roba Gary          | 8 min 28 s 27        |
| 9    | États-Unis     | Joshua McAdams     | 8 min 33 s 26        |
| 10   | Russie         | Pavel Potapovich   | 8 min 36 s 29        |
| 11   | Belgique       | Pieter Desmet      | 8 min 37 s 99        |
| 12   | Turquie        | Halil Akkas        | 8 min 44 s 70        |
| 13   | Israël         | Itai Maggidi       | 9 min 05 s 02        |

## Légende
Records et Performances
- AR : Record continental (area record)
- CR : Record des championnats (championship record)
- MR : Record du meeting (meet record)
- NR : Record national (national record)
- OR : Record olympique (olympic record)
- PR : Record paralympique (paralympic record)
- PB : Record personnel (personal best)
- SB : Meilleure performance personnelle de la saison (season's best)
- WL : Meilleure performance mondiale de l'année (world leader)
- WJR : Record du monde junior (world junior record)
- WR : Record du monde (world record)

Circonstances et Conditions
- DNF : N'a pas terminé (did not finish)
- DNS : N'a pas pris le départ (did not start)
- DQ : Disqualification (disqualification)
- NM : Aucun essai valable enregistré (No Mark)
- Q : Qualifié « directement » au prochain tour (ou à la prochaine compétition), lors d'une compétition majeure, grâce au classement ou à la réalisation des minima (automatic qualifier)
- q : Qualifié au prochain tour (ou à la prochaine compétition), lors d'une compétition majeure, grâce au repêchage ou à la réalisation de l'une des meilleures performances parmi celles des « non qualifiés directement » (grâce au meilleur temps ou à la meilleure distance par exemple) (secondary qualifier)